# Західноєвропейський літній час
| синій       | Західноєвропейський час (WET, GMT) (UTC+0) Західноєвропейський літній час (WEST, BST, IST) (UTC+1) |
| фіолетовий  | Західноєвропейський час (WET, GMT) (UTC+0)                                                         |
| червоний    | Центральноєвропейський час (CET) (UTC+1) Центральноєвропейський літній час (CEST) (UTC+2)          |
| жовтий      | Східноєвропейський час (EET) / Калінінградський час (UTC+2)                                        |
| буро-жовтий | Східноєвропейський час (EET) (UTC+2) Східноєвропейський літній час (EEST)(UTC+3)                   |
| зелений     | Далекосхідноєвропейський час (FET)/Московський час (MSK) (UTC+3)                                   |

Західноєвропейський літній час (англ. Western European Summer Time, WEST) — літній час, який випереджає всесвітній координований час на 1 годину. Використовується в таких місцях:
- Велика Британія
- Ірландія
- Португалія (з Мадейрою, але без Азорських островів)
- Марокко
- Канарські острови
- Британські Коронні володіння
- Фарерські острови

Західноєвропейський літній час у певних країнах також відомий як:
- Британський літній час (англ. British Summer Time (BST)) у Великій Британії.
- Ірландський стандартний час (ірл. Am Caighdeánach na hÉireann (ACÉ)[1], англ. Irish Standard Time (IST)[2]) в Ірландії.